# Statue de Xavier Bichat (Bourg-en-Bresse)
La statue de Xavier Bichat est une statue située à Bourg-en-Bresse, dans le département de l'Ain, en France.

## Présentation
La statue fait l’objet d’une inscription au titre des monuments historiques depuis le 25 mars 2016. Construite en 1843 par David d'Angers, elle se situe sur la promenade du Bastion.

## Historique
Le monument est inauguré le 24 août 1843. La statue se situe à l'origine dans la partie basse du Bastion de Bourg-en-Bresse, actuellement place Grenette. Elle est déplacée au niveau du jardin du Bastion pour des raisons d'urbanisme en 1970.
Pendant le régime de Vichy, de nombreuses œuvres en bronze, comme la statue du monument du général Joubert, sont déboulonnés et expédiées pour être fondues, dans le cadre de la mobilisation des métaux non ferreux. Seule celle en l'honneur de Xavier Bichat est épargnée.